# Municipio de Burdick
El municipio de Burdick (en inglés: Burdick Township) es un municipio ubicado en el condado de Perkins en el estado estadounidense de Dakota del Sur. En el año 2010 tenía una población de 23 habitantes y una densidad poblacional de 0,25 personas por km².

## Geografía
El municipio de Burdick se encuentra ubicado en las coordenadas 45°46′54″N 102°23′2″O / 45.78167, -102.38389. Según la Oficina del Censo de los Estados Unidos, el municipio tiene una superficie total de 93.59 km², de la cual 93,37 km² corresponden a tierra firme y (0,24 %) 0,23 km² es agua.

## Demografía
Según el censo de 2010, había 23 personas residiendo en el municipio de Burdick. La densidad de población era de 0,25 hab./km². De los 23 habitantes, el municipio de Burdick estaba compuesto por el 100 % blancos. Del total de la población el 0 % eran hispanos o latinos de cualquier raza.